# Leptocera territorialis
Leptocera territorialis är en tvåvingeart som beskrevs av Richards 1973. Leptocera territorialis ingår i släktet Leptocera och familjen hoppflugor. Inga underarter finns listade i Catalogue of Life.